# Adolf Wach
Adolf Eduard Ludwig Gustav Wach (* 11. September 1843 in Culm an der Weichsel; † 4. April 1926 in Leipzig) war ein deutscher Rechtswissenschaftler.

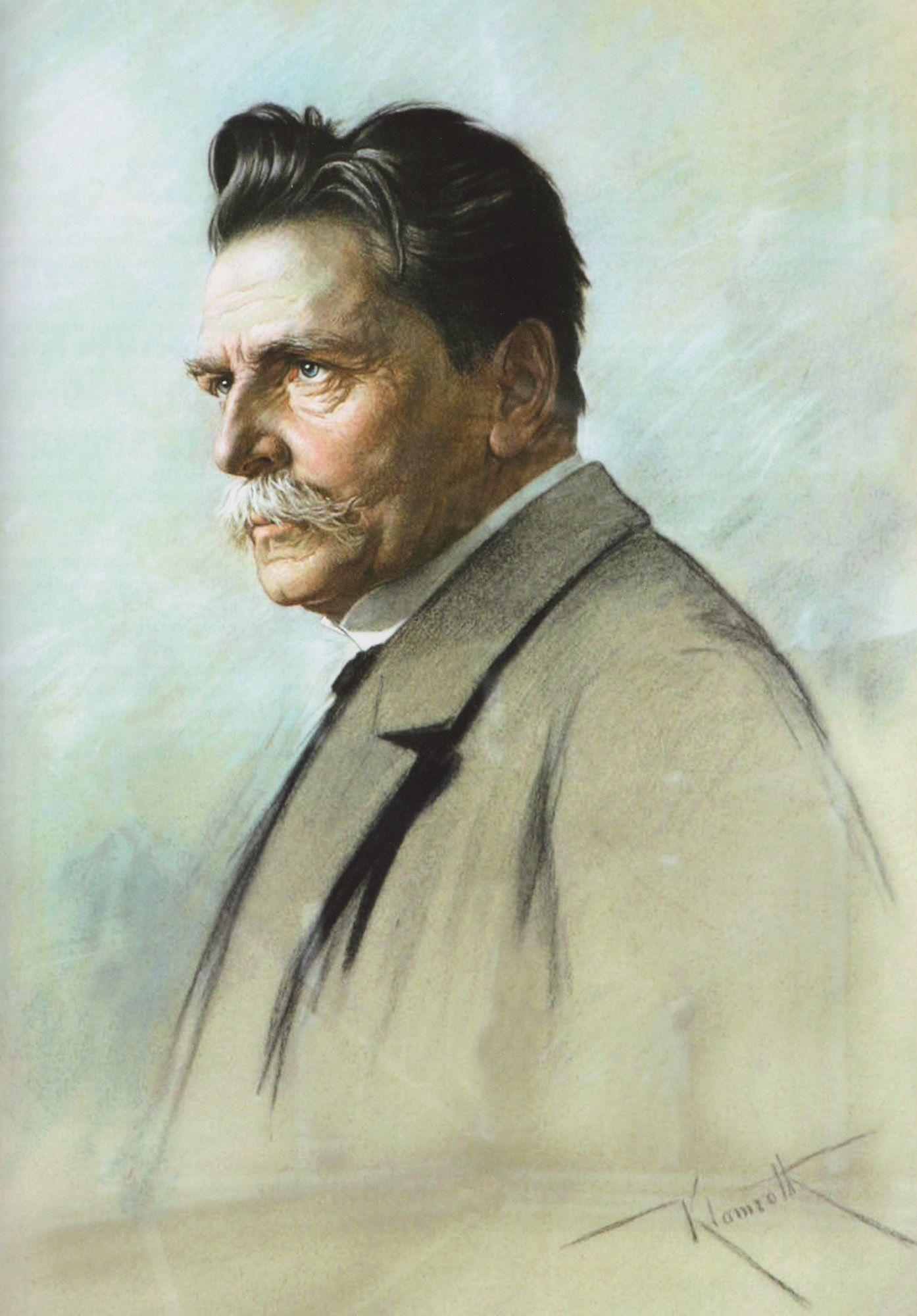
Adolf Wach (Pastell von Anton Klamroth, Leipzig 1907)

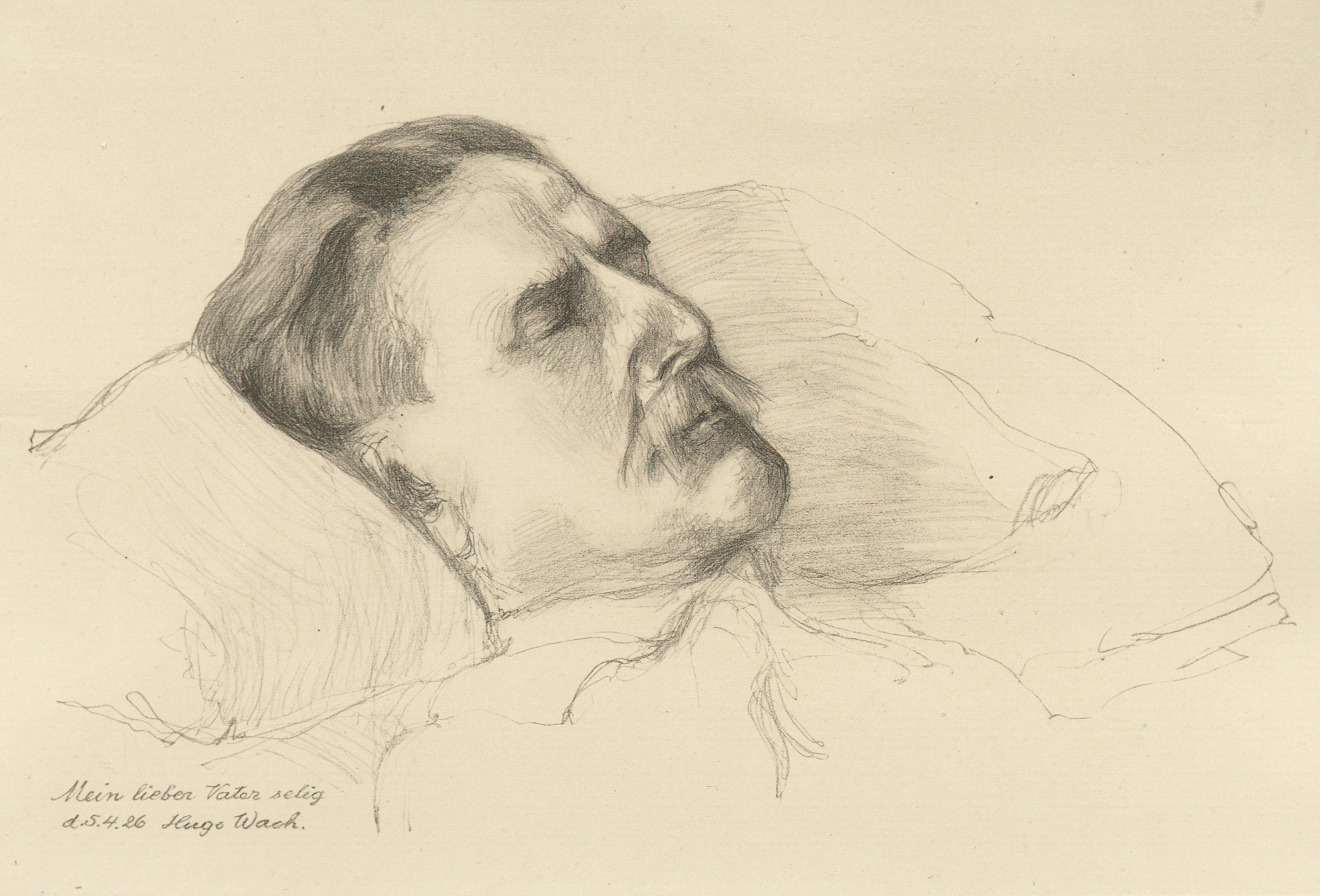
Adolf Wach auf dem Totenbett. Lithografie von Hugo Wach, 1926

## Leben und Wirken
Wach wurde als Sohn des Culmer Stadtkämmerers Adolf Wach und dessen Ehefrau Gustava geboren und besuchte dort das humanistische Gymnasium. Während seines Studiums wurde er 1862 Mitglied der Burschenschaft Allemannia Heidelberg. Nach dem Studium der Rechtswissenschaften an den Universitäten Berlin, Heidelberg, Königsberg (Promotion 1865) und Göttingen und der Habilitation für Kirchenrecht und Prozessrecht in Königsberg 1868 wurde Wach 1869 ordentlicher Professor in Rostock, 1871 in Tübingen und 1872 in Bonn.
Wach war schließlich von 1875 bis 1920 ordentlicher Professor an der Universität Leipzig. Sein Spezialgebiet war das Zivilprozessrecht.
Ab 1879 war er neben seiner Lehrtätigkeit Hilfsrichter am Landgericht Leipzig. Wach wurde zum königlich-sächsischen Geheimen Rat ernannt und war zeitweise Mitglied der sächsischen Ersten Kammer als Vertreter der Universität Leipzig.
Er war Mitglied in vielen Organisationen: Er war im Kirchenvorstand der Nikolaikirchgemeinde, Mitglied der Landessynode. Er war Vorstandsmitglied des Vereins für Innere Mission, des Vereins für Bibelverbreitung usw. Wach soll die Ernennung zum sächsischen Kultusminister und eine Nobilitierung angestrebt haben und galt als Snob:

„Wach war der Mann der grande allure. Von den Studenten interessierten ihn die Freiherrn, Grafen und Prinzen. Die geselligen Veranstaltungen der Professorengesellschaft, … besuchte Wach mit seiner Familie ostentativ nicht, weil sie ihnen zu kleinbürgerlich waren. … Als sein ältester Sohn militärpflichtig wurde, konnte er, wie jeder, der die Berechtigung zum einjährig-freiwilligen Dienst hatte, den Truppenteil wählen. Wach unterhielt sich im Professorenzimmer mit den Kollegen und meinte, dass es schwer sei, den richtigen Truppenteil zu wählen. Es ging die Rede, Friedberg habe ihm der Exklusivität wegen zu den apokalyptischen Reitern oder zu den himmlischen Heerscharen geraten. Es gelang Wach, seinen Sohn bei den Dresdner Gardereitern anzubringen,…“

Wach heiratete am 23. März 1870 in Frankfurt (Main) Elisabeth (gen. Lili) Mendelssohn Bartholdy (1845–1910), die jüngste Tochter des Komponisten Felix Mendelssohn Bartholdy. Wach war Mitglied in der Gewandhauskonzertdirektion und initiierte für seinen Schwiegervater ein Denkmal vor dem Haupteingang des Gewandhauses. Sein Sohn Hugo Wach wurde Architekt, der ältere Bruder Felix Wach ist der Vater des Religionswissenschaftlers Joachim Wach. Seine Tochter Dorothea (* 8. Juni 1875 in Bonn; † 18. August 1949 in Oxford) heiratete ihren Cousin Albrecht Mendelssohn Bartholdy.
Wach verbrachte seine Sommerferien regelmäßig in Wilderswil im Kanton Bern, wo er 1880 auf dem Ried ein Stück Land kaufte und drei Häuser bauen ließ. Dort siedelte er sich später an und wurde Ehrenbürger von Wilderswil. Das gemeinsame Grab von Lili und Adolf Wach liegt dort auf dem Friedhof Gsteig bei Interlaken.

## Werke (Auswahl)
- Der Arrestprozeß in seiner geschichtlichen Entwicklung. 1. Teil: Der italienische Arrestprozeß. Leipzig 1868.
(Wach setzte die Arbeit an seinem Habilitationsthema nicht wie geplant fort, sondern ließ seinen Schüler Guido Kisch für dessen Habilitation 1914 die Untersuchung über den deutschen Arrestprozess durchführen. Ein Neudruck erschien im Scientia-Verlag, Aalen 1973, ISBN 3-511-10087-9).
- Handbuch des deutschen Civilprozessrechts. Band 1 (= Systematisches Handbuch der deutschen Rechtswissenschaft. Abteilung 9, Teil 2). Duncker & Humblot, Leipzig 1885, DNB 368604675.
- Die Civilprozessordnung und die Praxis. Duncker & Humblot, Leipzig 1886 (Digitalisat).
- Die civilprozessualische Enquête. Ein Bericht (= Zeitschrift für Deutschen Civilprozeß. Band 11, Ergänzungsheft). Heymann, Berlin 1887, DNB 364041994.
- Grundriss der Vorlesungen über deutsches Strafrecht. Leipzig 1910, DNB 578214873.
- Struktur des Strafprozesses. Duncker & Humblot, München und Leipzig 1914, DNB 364042001.
- Grundfragen und Reform des Zivilprozesses. Liebmann, Berlin 1914, DNB 361825986.
- Volksrichter und Berufsrichter. In: Handbuch der Politik, Berlin und Leipzig 1914 (Mitherausgeber).
- Reform des Rechtsunterrichts. Vorbildung des Juristenstandes In: Handbuch der Politik, Berlin und Leipzig 1914 (Mitherausgeber).
- Staatsmoral und Politik. Zwei Reden. Hirzel, Leipzig 1917, DNB 361826001.
- Die Neuordnung des Rechtsstudiums und der Zivilprozeß. In: Der Zivilprozess. Rechtslehre, Rechtsvergleichung, Gesetzesreform. Bensheimer, Mannheim u. a. 1922, DNB 578506394, S. 7–13.